# Alfred García
Alfred García Castillo, né le 14 mars 1997 à El Prat de Llobregat, est un chanteur espagnol. Il s'est fait connaître du grand public en participant à la neuvième saison de l'émission de télé-crochet Operación Triunfo, dont il terminera à la quatrième position. Il représente l'Espagne au Concours Eurovision de la chanson 2018 avec la chanson Tu canción, qu'il interprète en duo avec Amaia Romero où ils terminent à la 23e position.

## Biographie

### Jeunesse
Alfred García commence à prendre des cours de chant et de trombone à l'âge de sept ans. Il s'est également formé de manière autodidacte au clavier, à la guitare et à la batterie. Il a reçu une formation musicale de l'Unió Filharmònica del Prat. 
Actuellement, Alfred García étudie la communication audiovisuelle, ainsi que la musique, le jazz et la musique moderne à Taller de Músics, une école à Barcelone,.

### Carrière
À l'âge de quinze ans, Alfred García sort son premier album auto-produit, Beginning, dont est extrait son premier single, "She Looks So Beautiful", qu'il a écrit lui-même et qui a été produit par le musicien argentin Esteban García. Le single remporte le Prix du Public au festival Cara B à Barcelone,. Il a également sorti un court-métrage musical, A Free Christmas Story.
En 2016, il participe à la quatrième saison du télé-crochet La Voz, et interprète lors des Auditions à l'Aveugle Waiting on the World to Change, de John Mayer, mais il ne parvient pas à faire se retourner les coaches. Toujours en 2016, il sort son second album, Inblack (Volume One).
En 2017, Alfred García se présente à la neuvième saison du télé-crochet Operación Triunfo. Le 23 octobre de la même année, il est sélectionné pour intégrer l'« Académie » de l'émission. 
Le 29 janvier 2018, lors du prime-time spécial de l'émission, Gala Eurovisión, il est sélectionné par le vote du public pour représenter l'Espagne au Concours Eurovision de la chanson 2018 à Lisbonne au Portugal avec la chanson Tu canción, en duo avec Amaia Romero. 
Le 5 février suivant, lors de la finale d'Operación Triunfo, il termine à la quatrième place, derrière Amaia Romero.

## Discographie

### Albums
- 2012: Beginning
- 2016: Inblack (Volume One)
- 2018: 1016

### Singles
- 2015: She Looks So Beautiful
- 2018: Camina (avec Amaia, Aitana, Ana Guerra et Miriam)
- 2018: Que Nos Sigan Las Luces
- 2018: Tu Canción (avec Amaia)